# Jarhibol
Jarhibol (aram. Yrḥbwl) – bóstwo semickie czczone w syryjskiej Palmyrze jako opiekun miejsca i lokalny bóg słońca.

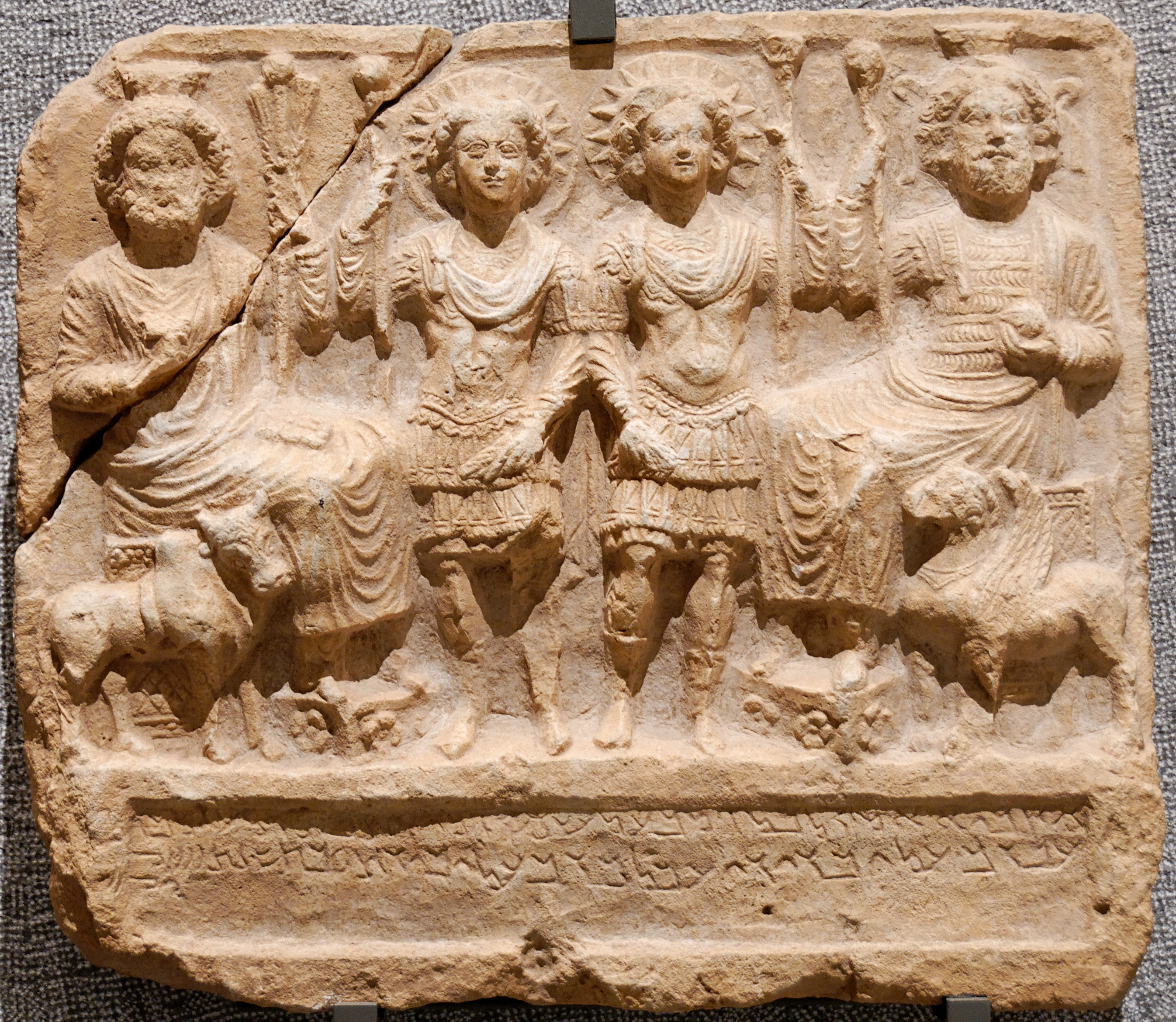
Jarhibol (drugi od lewej) wśród innych bóstw palmyreńskich (Bel, Aglibol, Baalszamin) na reliefie wotywnym Ba’alaya ze 121 r. n.e. (Muzeum Sztuk Pięknych w Lyonie)

## Pochodzenie
Uważa się, iż pierwotnie był bóstwem opiekuńczym (patronus/genius loci) źródła Efqa w Palmyrze; wiadomo bowiem, że nosił tytuł „Opiekun [Gadde] Źródła”. W ogóle jednak jego onomastyka wyraźnie wskazuje na wcześniejszy związek z kultem lunarnym, a nie solarnym. Imię jego jest interpretowane przez badaczy jako księżyc Bola i utożsamiane z bogiem księżyca Jarihem (Yariḫ). Jednak najbardziej prawdopodobną hipotezą jest geneza hurycka imienia oznaczająca źródło. Był nierozerwanie związany ze źródłem Efqa (lub Efka), najważniejszym źródłem wody w oazie. Wystawiona przez palmyreńskich łuczników stela z tzw. świątyni Gaddê w Dura Europos, gdzie Jarhibol określony jest jako „bóg dobry” i stela/ wizerunek (aram. mṣbˀ) źródła.

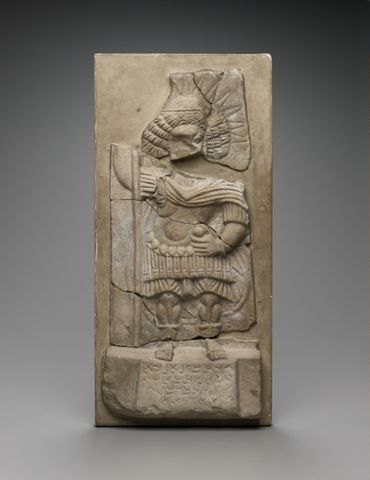
Relief Jarhibola z Dura-Europos, dedykowany przez łuczników palmyreńskich. YUAG 1938.5301

Zapewne wcześniej musiał być lokalnym bóstwem przodków w pustynnej oazie, którego czczono w przedrzymskiej Palmyrze. Inskrypcje poświadczają jego orakularny charakter oraz pośrednictwo w wyborze personelu kultowego. Z upływem czasu odzwierciedliło się to również w jego wyobrażeniach kultowych i w ideowym pokrewieństwie z greckim Apollonem wg Javiera Teixidora.

## Ikonografia
W Palmyrze Jarhibol zasadniczo nigdy nie występuje na płaskorzeźbach w popiersiu, lecz całopostaciowo. Najstarsze wyobrażenie na miejscowym reliefie z I w. p.n.e. ukazuje go w greckim chitonie i himationie, z gałęzią palmową w ręku. Odmienna ikonografia znajduje wyraz w kanonie przedstawień z I-III w. n.e., kiedy to zarówno grupowe, jak i indywidualne wyobrażenia pokazują go już z uzbrojeniem i w rzymskim stroju wojskowym.
Jarhibol występuje także w triadzie, wraz z innym bóstwem lokalnym – Aglibolem (bogiem księżyca), towarzysząc najwyższemu bóstwu (niebios) – Belowi. Jako miejscowe bóstwo plemienne pozostawał jednakże nieco w tle ich obydwu. Jakkolwiek w Palmyrze oddawano cześć także triadzie Baalszamina, najwidoczniej nie stanowiło to przeszkody, aby podobnie czcić obu najwyższych bogów, a wymownym świadectwem jest relief wotywny z Muzeum Sztuk Pięknych w Lyonie, ukazujący niezwykłe połączenie tych bóstw z obu triad. Jarhibol wraz z Belem i Aglibolem występuje  również w Dura Europos, w odkrytej tam tzw. świątyni bóstw palmyreńskich (Świątynia Bela w Dura Europos) oraz w Świątyni Gadde. Kult Jarhibola jest także rozpowszechniony wśród legionistów rzymskich, rozpropagowany przez Palmyreńczyków. Świadectwa kultu tego boga znajdują się w Rzymie, Dacji, Numidii oraz w egipskiej Berenike. 

## Kult
Wydaje się, że kult Jarhibola był z dawna zakorzeniony w Palmyrze, gdyż cześć oddawali mu już Amoryci uważani za najwcześniejszych znanych mieszkańców tego obszaru. Do czasu wytworzenia określonej ikonografii bóstwa czczono go bez wątpienia pod postacią betyla. Przyjmuje się, że w celli palmyreńskiej świątyni Bela nisza północna zawierała statuy trójcy bogów włącznie z Jarhibolem. Materialnym potwierdzeniem lokalnego kultu są odnalezione oliwne lampki wotywne z jego przedstawieniami i odpowiednimi inskrypcjami, jak również tessery, na których figuruje indywidualnie lub też wraz z Aglibolem i w triadzie Bela. Popularność tego bóstwa podkreślałoby też używanie jego miana jako imienia własnego przez mieszkańców Palmyry, poświadczone w odkrytych inskrypcjach miejscowych.
Szlak karawanowy przyczynił się do pewnego rozprzestrzenienia, a przynajmniej przeniesienia jego kultu dalej na wschód, czego dowodzi stwierdzenie go w odkrytym przez J.H. Breasteda i F. Cumonta sanktuarium w Dura Europos. Z datowania miejscowych fresków wynika, iż kult palmyreńskiej triady w epoce rzymskiej utrzymywał się tam co najmniej w ciągu II wieku n.e. (po 145 r.).